# Basilia fletcheri
Basilia fletcheri är en tvåvingeart som först beskrevs av Scott 1914.  Basilia fletcheri ingår i släktet Basilia och familjen lusflugor. Inga underarter finns listade i Catalogue of Life.